# Список населённых пунктов Хвойнинского района
Список населённых пунктов Хвойнинского муниципального района Новгородской области
| Вид                 | Наименование   | муниципальное образование        |
| ------------------- | -------------- | -------------------------------- |
| село                | Анциферово     | Анциферовское сельское поселение |
| деревня             | Анциферово     | Анциферовское сельское поселение |
| деревня             | Аркадьевка     | Миголощское сельское поселение   |
| деревня             | Бабье          | Остахновское сельское поселение  |
| деревня             | Баслово        | Звягинское сельское поселение    |
| деревня             | Бельково       | Дворищенское сельское поселение  |
| деревня             | Берег          | Миголощское сельское поселение   |
| деревня             | Бережок        | Кабожское сельское поселение     |
| деревня             | Боровское      | Боровское сельское поселение     |
| деревня             | Ботнево        | Миголощское сельское поселение   |
| деревня             | Брод           | Анциферовское сельское поселение |
| деревня             | Бугры          | Звягинское сельское поселение    |
| посёлок при станции | Бугры          | Звягинское сельское поселение    |
| деревня             | Ванёво         | Боровское сельское поселение     |
| деревня             | Василёво       | Песское сельское поселение       |
| деревня             | Внуто          | Анциферовское сельское поселение |
| деревня             | Ворониха       | Анциферовское сельское поселение |
| деревня             | Воронское      | Минецкое сельское поселение      |
| деревня             | Гайно          | Дворищенское сельское поселение  |
| деревня             | Голубиха       | Анциферовское сельское поселение |
| деревня             | Горка          | Кабожское сельское поселение     |
| деревня             | Горка          | Миголощское сельское поселение   |
| деревня             | Горны          | Кабожское сельское поселение     |
| посёлок при станции | Горны          | Кабожское сельское поселение     |
| посёлок             | Горный         | Анциферовское сельское поселение |
| деревня             | Городок        | Анциферовское сельское поселение |
| деревня             | Грива          | Песское сельское поселение       |
| деревня             | Гришутино      | Минецкое сельское поселение      |
| деревня             | Гусево         | Боровское сельское поселение     |
| деревня             | Дворищи        | Дворищенское сельское поселение  |
| деревня             | Демидово       | Кабожское сельское поселение     |
| деревня             | Демидово       | Остахновское сельское поселение  |
| деревня             | Долбеники      | Анциферовское сельское поселение |
| деревня             | Дубинина Горка | Миголощское сельское поселение   |
| деревня             | Дубье          | Миголощское сельское поселение   |
| деревня             | Емельяновское  | Кабожское сельское поселение     |
| деревня             | Ерзовка        | Анциферовское сельское поселение |
| деревня             | Еросиха        | Анциферовское сельское поселение |
| деревня             | Жилой Бор      | Остахновское сельское поселение  |
| деревня             | Жирово         | Боровское сельское поселение     |
| деревня             | Заделье        | Боровское сельское поселение     |
| деревня             | Замостье       | Анциферовское сельское поселение |
| деревня             | Заозерье       | Остахновское сельское поселение  |
| деревня             | Заречье        | Остахновское сельское поселение  |
| деревня             | Звягино        | Звягинское сельское поселение    |
| деревня             | Зихново        | Боровское сельское поселение     |
| деревня             | Ильино         | Звягинское сельское поселение    |
| деревня             | Ильичино       | Анциферовское сельское поселение |
| деревня             | Исаиха         | Песское сельское поселение       |
| посёлок при станции | Кабожа         | Кабожское сельское поселение     |
| деревня             | Каменка        | Остахновское сельское поселение  |
| деревня             | Карпово        | Миголощское сельское поселение   |
| деревня             | Кашино         | Кабожское сельское поселение     |
| посёлок при станции | Киприя         | Анциферовское сельское поселение |
| деревня             | Клеймиха       | Боровское сельское поселение     |
| деревня             | Клёново        | Миголощское сельское поселение   |
| деревня             | Колмошино      | Миголощское сельское поселение   |
| деревня             | Комарово       | Кабожское сельское поселение     |
| деревня             | Красная Горка  | Звягинское сельское поселение    |
| деревня             | Крепугино      | Миголощское сельское поселение   |
| деревня             | Крестцы        | Кабожское сельское поселение     |
| деревня             | Кривошеино     | Кабожское сельское поселение     |
| деревня             | Кривуха        | Миголощское сельское поселение   |
| деревня             | Кунцово        | Дворищенское сельское поселение  |
| деревня             | Курково        | Миголощское сельское поселение   |
| деревня             | Кушавера       | Дворищенское сельское поселение  |
| посёлок при станции | Кушавера       | Дворищенское сельское поселение  |
| деревня             | Лачино         | Остахновское сельское поселение  |
| село                | Левоча         | Кабожское сельское поселение     |
| деревня             | Лезгино        | Боровское сельское поселение     |
| посёлок             | Лесной         | Песское сельское поселение       |
| деревня             | Лопатино       | Песское сельское поселение       |
| деревня             | Макарьино      | Кабожское сельское поселение     |
| деревня             | Маклаково      | Боровское сельское поселение     |
| деревня             | Миголощи       | Миголощское сельское поселение   |
| село                | Минцы          | Минецкое сельское поселение      |
| деревня             | Молодильно     | Миголощское сельское поселение   |
| деревня             | Мутишино       | Боровское сельское поселение     |
| деревня             | Мышино         | Остахновское сельское поселение  |
| деревня             | Мякишево       | Боровское сельское поселение     |
| деревня             | Мячино         | Остахновское сельское поселение  |
| деревня             | Назарьино      | Анциферовское сельское поселение |
| деревня             | Наротово       | Миголощское сельское поселение   |
| деревня             | Нива           | Дворищенское сельское поселение  |
| деревня             | Никитино       | Звягинское сельское поселение    |
| деревня             | Новинка        | Боровское сельское поселение     |
| деревня             | Новинка        | Анциферовское сельское поселение |
| деревня             | Новинка        | Звягинское сельское поселение    |
| деревня             | Ножкино        | Анциферовское сельское поселение |
| деревня             | Носково        | Кабожское сельское поселение     |
| деревня             | Обечищи        | Остахновское сельское поселение  |
| деревня             | Омошье         | Минецкое сельское поселение      |
| деревня             | Опарино-1      | Миголощское сельское поселение   |
| деревня             | Опарино-2      | Миголощское сельское поселение   |
| деревня             | Орёл           | Боровское сельское поселение     |
| деревня             | Остахново      | Остахновское сельское поселение  |
| деревня             | Остров         | Дворищенское сельское поселение  |
| деревня             | Отрада         | Кабожское сельское поселение     |
| деревня             | Паледи         | Минецкое сельское поселение      |
| деревня             | Пальцево       | Звягинское сельское поселение    |
| деревня             | Перфильево     | Кабожское сельское поселение     |
| деревня             | Першутино      | Миголощское сельское поселение   |
| деревня             | Пески          | Боровское сельское поселение     |
| деревня             | Песь           | Песское сельское поселение       |
| село                | Песь           | Песское сельское поселение       |
| деревня             | Погорелка      | Минецкое сельское поселение      |
| деревня             | Погорелово     | Остахновское сельское поселение  |
| деревня             | Подсосна       | Остахновское сельское поселение  |
| деревня             | Пожарьё        | Миголощское сельское поселение   |
| деревня             | Полобжа        | Дворищенское сельское поселение  |
| деревня             | Попцово        | Кабожское сельское поселение     |
| деревня             | Потолоково     | Остахновское сельское поселение  |
| деревня             | Прокшино       | Звягинское сельское поселение    |
| деревня             | Ракитино       | Песское сельское поселение       |
| деревня             | Раменье        | Кабожское сельское поселение     |
| деревня             | Ронино         | Дворищенское сельское поселение  |
| деревня             | Рябково        | Боровское сельское поселение     |
| деревня             | Савкино        | Кабожское сельское поселение     |
| деревня             | Сафоново       | Песское сельское поселение       |
| деревня             | Сёхино         | Кабожское сельское поселение     |
| деревня             | Ситница        | Миголощское сельское поселение   |
| деревня             | Слатино        | Остахновское сельское поселение  |
| деревня             | Смёнково       | Миголощское сельское поселение   |
| деревня             | Спасово        | Миголощское сельское поселение   |
| деревня             | Старое         | Звягинское сельское поселение    |
| деревня             | Стёпаново      | Дворищенское сельское поселение  |
| деревня             | Стремково      | Кабожское сельское поселение     |
| деревня             | Стрижево       | Анциферовское сельское поселение |
| деревня             | Сухолжино      | Кабожское сельское поселение     |
| деревня             | Ташково        | Боровское сельское поселение     |
| деревня             | Теребут        | Дворищенское сельское поселение  |
| деревня             | Терехово       | Боровское сельское поселение     |
| деревня             | Тимошкино      | Кабожское сельское поселение     |
| деревня             | Тризново       | Звягинское сельское поселение    |
| деревня             | Удовище        | Анциферовское сельское поселение |
| деревня             | Федеево        | Дворищенское сельское поселение  |
| деревня             | Филистово      | Боровское сельское поселение     |
| рабочий посёлок     | Хвойная        | Хвойнинское городское поселение  |
| деревня             | Чудское        | Звягинское сельское поселение    |
| деревня             | Шварково       | Остахновское сельское поселение  |
| деревня             | Шестерня       | Дворищенское сельское поселение  |
| деревня             | Шилово         | Боровское сельское поселение     |
| деревня             | Шипилово       | Остахновское сельское поселение  |
| деревня             | Шуйно          | Дворищенское сельское поселение  |
| деревня             | Щипцово        | Дворищенское сельское поселение  |
| посёлок             | Юбилейный      | Юбилейнинское сельское поселение |
| деревня             | Яковлево       | Звягинское сельское поселение    |
| деревня             | Ямница         | Миголощское сельское поселение   |
| деревня             | Ямское         | Дворищенское сельское поселение  |
| деревня             | Яхново         | Песское сельское поселение       |